# Bloody Sunday (film)
För andra betydelser, se Den blodiga söndagen.
Bloody Sunday är en film från 2002 som handlar om "Den blodiga söndagen"-massakern i Derry, Nordirland 1972. Filmen är regisserad av Paul Greengrass. Den vann Guldbjörnen på Filmfestivalen i Berlin 2002.

## Handling
Dramat skildrar massakern ur Ivan Coopers ögon. Han är protestant och ledamot av parlamentet (sitter för Social Democratic and Labour Party). Cooper anordnar en marsch för Northern Irelands Civil Rights Association i Derry den 30 januari 1972. Brittiska soldater öppnar eld och dödar tretton demonstranter. Ytterligare tretton personer blir skadade, varav en dör fyra och en halv månad senare. Cooper spelas av James Nesbitt.
U2:s låt "Sunday Bloody Sunday" är den enda låten som ingår i filmens soundtrack och spelas under eftertexten.

## Kuriosa
Gerry Donaghy spelas av Declan Duddy, brorson till Jackie Duddy, en av dem som dödades i samband med Bloody Sunday.

## Rollista
| James Nesbitt        | – Ivan Cooper         |
| Allan Gildea         | – Kevin McCorry       |
| Gerard Crossan       | – Eamonn McCann       |
| Mary Moulds          | – Bernadette Devlin   |
| Carmel McCallion     | – Bridget Bond        |
| Tim Pigott-Smith     | – Major General Ford  |
| Nicholas Farrell     | – Brigadier Maclellan |
| Christopher Villiers | – Major Steele        |
| James Hewitt         | – Colonel Tugwell     |
| Declan Duddy         | – Gerry Donaghy       |
| Edel Frazer          | – Gerry's girl        |
| Joanne Lindsay       | – Mary Donaghy        |